# Ammoconia mediorhenana
Ammoconia mediorhenana là một loài bướm đêm trong họ Noctuidae.